# Дундук (река)
Дундук — река в России, протекает в Башкортостане, Давлекановский район. Устье реки находится в 27 км по правому берегу реки Малый Удряк. Длина реки составляет 10 км.

## Данные водного реестра
По данным государственного водного реестра России относится к Камскому бассейновому округу, водохозяйственный участок реки — Дёма от истока до водомерного поста у деревни Бочкарёва, речной подбассейн реки — Белая. Речной бассейн реки — Кама.
Код объекта в государственном водном реестре — 10010201312111100024922.

## Топографические карты
- Лист карты N-40-62 Раевский. Масштаб: 1 : 100 000. Состояние местности на 1983 год. Издание 1987 г.